# Thomas Martinetz
Thomas Martinetz (* 2. Januar 1962 in Nettesheim) ist ein deutscher Physiker und Neuroinformatiker.

## Leben
Thomas Martinetz studierte Mathematik und Physik an der TU München, wo er nach einem mehrjährigen Gastaufenthalt an der University of Illinois at Urbana-Champaign in theoretischer  Biophysik promovierte. Nach Tätigkeiten in der Zentralen Forschung und Entwicklung der Siemens AG wechselte er 1996 auf eine Professur an das Institut für Neuroinformatik der Ruhr-Universität Bochum und übernahm die Geschäftsführung der Zentrum für Neuroinformatik GmbH. 1999 folgte er einem Ruf an die Universität zu Lübeck als Direktor des Instituts für Neuro- und Bioinformatik. Von 2006 bis 2008 war er Prorektor der Universität zu Lübeck, und von 2008 bis 2011 Vizepräsident für Forschung und Technologietransfer. Von 2007 bis 2008 und von 2014 bis 2018 war er Vorsitzender des Senats der Universität zu Lübeck.
Sein wesentlicher Beitrag auf dem Gebiet der Neuroinformatik ist das sogenannte Neural Gas, eine Variante der Self-Organizing Maps.
Er ist Mitgründer der Softwareunternehmen Consideo, der Pattern Recognition Company und gestigon.

## Auszeichnungen
Die Zentrum für Neuroinformatik GmbH, deren Geschäftsführung er 1996 übernahm, wurde im selben Jahr mit dem Innovationspreis der deutschen Wirtschaft ausgezeichnet und 1999 von Bundespräsident Roman Herzog im Rahmen der Initiative "Mutige Unternehmer braucht das Land". 2011 erhielt Martinetz den Transferpreis der Innovationsstiftung Schleswig-Holstein.

## Veröffentlichungen
- T. M. Martinetz, K. J. Schulten: A „neural-gas“ network learns topologies. Konferenzbeitrag zur ICANN-91, Espoo, Finnland, S. 397–402 in K. Mäkisara et al. (Hrsg.): Artificial Neural Networks, North-Holland, Amsterdam, 1991, ISBN 978-0-444-89178-5.
- Helge Ritter, Thomas Martinetz, Klaus Schulten: Neural Computation and Self-Organizing Maps : An Introduction. Addison-Wesley Longman Publishing 1992.
- T. Martinetz, S. Berkovich, K. Schulten: „Neural-gas“ Network for Vector Quantization and its Application to Time-Series Prediction. IEEE-Transactions on Neural Networks 4, 1993, S. 558–569.
- T. Martinetz, K. Schulten: Topology representing networks. Neural Networks 7, 1994, S. 507–522.